# Tipula (Lunatipula) sagittifera
Tipula (Lunatipula) sagittifera is een tweevleugelige uit de familie langpootmuggen (Tipulidae). De soort komt voor in het Nearctisch gebied.